# Forcipomyia hutsoni
Forcipomyia hutsoni är en tvåvingeart som beskrevs av Wirth och Ratanaworabhan 1976. Forcipomyia hutsoni ingår i släktet Forcipomyia och familjen svidknott.
Artens utbredningsområde är Aldabra. Inga underarter finns listade i Catalogue of Life.